# Chwalęcin (gromada w powiecie braniewskim)
Chwalęcin – dawna gromada, czyli najmniejsza jednostka podziału terytorialnego Polskiej Rzeczypospolitej Ludowej w latach 1954–1972.
Gromady, z gromadzkimi radami narodowymi (GRN) jako organami władzy najniższego stopnia na wsi, funkcjonowały od reformy reorganizującej administrację wiejską przeprowadzonej jesienią 1954 do momentu ich zniesienia z dniem 1 stycznia 1973, tym samym wypierając organizację gminną w latach 1954–1972.
Gromadę Chwalęcin z siedzibą GRN w Chwalęcinie utworzono – jako jedną z 8759 gromad na obszarze Polski – w powiecie braniewskim w woj. olsztyńskim na mocy uchwały nr 11 WRN w Olsztynie z dnia 4 października 1954. W skład jednostki weszły obszary dotychczasowych gromad Chwalęcin, Bornity i Osetnik oraz miejscowość Lejławki Wielkie z dotychczasowej gromady Krzykały ze zniesionej gminy Bażyny, a także miejscowości Ostry Kamień i Gieduty z dotychczasowej gromady Łozy ze zniesionej gminy Płoskinia, w tymże powiecie. Dla gromady ustalono 9 członków gromadzkiej rady narodowej.
Gromadę zniesiono 1 stycznia 1960, a jej obszar włączono do gromad Pieniężno (wieś Bornity) i Bażyny (wsie Ostry Kamień, Chwalęcin, Osetnik i Lejławki Wielkie oraz osady Giedawy i Augustyny) w tymże powiecie.